# ماریا روزا یوریو

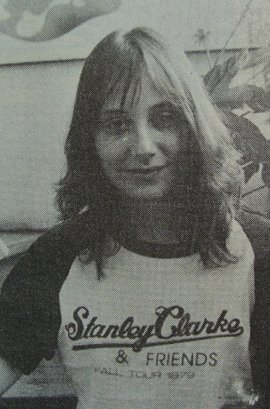

ماریا روزا یوریو (بوئنوس آیرس، ۲۸ اوت ۱۹۵۴) خواننده، نقاش و معلم آواز آرژانتینی، پیشگام در میان زنان در آواز راک در آرژانتین است. وی در سال ۲۰۲۰ آهنگ Blues desesperado را اجرا کرد که در اسپاتیفای و پلتفرم‌های استریم، تحت مجوز Farolatino SA منتشر شده‌است.